# Карлос Франсиско де Борха Арагон-и-Сентельес
Карлос Франсиско де Борха Сентельес-и-де-Веласко (исп. Carlos Francisco de Borja y Fernández de Velasco; 8 декабря 1573 — 7 февраля 1632) — испанский дворянин, который носил титулы 7-го герцога Гандия, 4-го маркиза Ломбай и 7-го графа Олива.

## Биография
Он родился в Герцогском дворце Гандии 8 декабря 1573 года и был крещен 25 марта 1574 года в коллегиальной церкви города Хуаном де Риберой, архиепископом Валенсии, при поддержке Херонимо Палласа, отшельника Сан-Антонио, и благословила свою сестру. Сын Франсиско Томаса де Борха-и-Сентельеса, 6-го герцога Гандия (1551—1595), и его жены Хуаны де Веласко-и-Арагон.
Как наследник герцогского дома, в молодом возрасте он получил титул маркиза де Ломбай. После смерти отца в 1595 году он был объявлен преемником в отцовском доме приказом губернатора Валенсии от 31 августа того же года, подтвержденным 2 октября следующего года, и ему было передано соответствующее владение его поместьями и титулами 5 октября 1596 года. Таким образом, он также стал 7-м герцогом Гандия, 7-м графом Олива и сеньором имений своей семьи в Валенсии и на Сардинии.
В 1598 году он сопровождал свою мать в Италию, на службу к эрцгерцогине Маргарите Австрийской, и присутствовал на обручении этой принцессы с королем Филиппом III 15 ноября того же года. Затем он помогал новой государыне в её путешествии в Испанию вплоть до её прибытия в Валенсию 18 апреля 1599 года. 5 марта 1600 года монарх приказал выплатить ему без промедления то, что государство задолжало дому Гандия с 1503 года, из 750 000 мараведи бессрочной ренты на город и порт Рекена в Валенсии. Вскоре после этого, в 1604 году, он внес свой вклад в то, чтобы кортесы Валенсии удовлетворили королевское пожертвование.
13 июня 1610 года он был назначен наместником Сардинии с годовым окладом в 6000 дукатов, и эта должность продлевалась 25 марта 1614 и 1617 годах. 15 сентября 1621 года Филипп IV пожаловал ему города Вильялонга и Вильямарчанте, первый из которых был владением другой ветви семьи Борха. Герцог был майордомом королевы Изабеллы Французской, первой жены монарха.
Он умер в субботу, 7 февраля 1632 года, в возрасте 58 лет. На следующий день было открыто и опубликовано его завещание, которое он дал 21 июля 1611 года в герцогском дворце Гандии по просьбе своего единственного сына и наследника. В нём он приказал похоронить себя во францисканском одеянии в пантеоне своего дома или там, где выберет его жена, и назначил эту женщину, своего зятя Хуана Дориа, своего незаконнорожденного брата Франсиско де Борха, своего дядю, комендадора Адсанеты Педро де Борха и его духовника Хуана Родригеса в качестве завещателей. Торжественные панихиды по нему были проведены в коллегиальной церкви Гандии, и Хайме Альберто, ректор иезуитского колледжа, произнес на них свою надгробную речь. Он был похоронен в своей семейной усыпальнице в главной часовне этой церкви.

## Брак и потомство
Герцог Гандия женился 31 октября 1593 года в Мадриде на Артемисе Дориа-и-Каррето (1574—1644), дочери Хуана Андреа Дориа (1539—1606), 2-го принца Мельфи, маркиза Торрилья, графа Ловано, гранда Испании, генерал-капитана Средиземного моря, и его жены, принцессы Зинобия Каррето (1540—1590) из дома маркизов Финале. В силу супружеских капитуляций, состоявшихся в Мадриде 23 октября перед нотариусом Гаспаром Теста, жена принесла сумму в 100 000 дукатов в качестве приданого.
Герцогиня дважды составляла завещание, 17 мая 1639 года и 15 ноября 1641 года. Она умерла 14 февраля 1644 года в своем дворце в Кастельо-де-Ругат и устроила свои похороны рядом с мужем, одетую во францисканское одеяние, в главной часовне коллегиальной церкви Гандии.
У пары был только один ребёнок:
- Франсиско Диего Паскуаль де Борха-и-Сентеллас Дориа-и-Каррето (9 марта 1596 — 12 октября 1664), 8-й герцог Гандия, 8-й маркиз де Ломбай и 8-й граф де Олива. Она был женат на своей кузине Артемисе Марии Ане Терезе Гертрудис Дориа-и-Коллона.